# لويد ليفين
لويد ليفين (بالإنجليزية: Lloyd Levin)‏ هو منتج أفلام أمريكي، ولد في نوفمبر 1957 في باراموس في الولايات المتحدة.

## وصلات خارجية
- لويد ليفين على موقع IMDb (الإنجليزية)
- لويد ليفين على موقع ميوزك برينز (الإنجليزية)
- لويد ليفين على موقع بوكس أوفيس موجو (الإنجليزية)
- لويد ليفين على موقع قاعدة بيانات الفيلم (الإنجليزية)